# Верхнє Махматово
Верхнє Махма́тово (рос. Верхнее Махматово, марій. Мактак) — присілок у складі Новотор'яльського району Марій Ел, Росія. Входить до складу Старотор'яльського сільського поселення.

## Населення
Населення — 70 осіб (2010; 84 у 2002).
Національний склад (станом на 2002 рік):
- марійці — 96 %